# Liste des musées à Bakou
Voici une liste des musées de Bakou, la capitale de l’Azerbaïdjan.

## Liste
| Nom des musées                                         | Image | Fondation |
| ------------------------------------------------------ | ----- | --------- |
| Maison-musée d'Abdulla Shaig                           |       | 1990      |
| Musée d'archéologie et d'ethnographie                  |       | 1981      |
| Musée national d'histoire de la religion d'Azerbaïdjan |       | 1967      |
| Musée national de l'agriculture d'Azerbaïdjan          |       | 1924      |
| Maison-musée de Jalil Mammadkulizade                   |       | 1978      |
| Musée national d'art d'Azerbaïdjan                     |       | 1936      |
| Maison-musée de Bulbul                                 |       | 1976      |
| Musée de l'histoire d'Azerbaïdjan                      |       | 1920      |
| Musée d'histoire naturelle Hasanbey Zardabi            |       | 1930      |
| Maison-musée de Leopold et Mstislav Rostropovich       |       | 1998      |
| Musée national du tapis                                |       | 1967      |
| Institut des manuscrits de Bakou                       |       | 1986      |
| Musée du livre miniature de Bakou                      |       | 2002      |
| Maison-musée de Mammad Said Ordubadi (Bakou)           |       | 1979      |
| Musée Nizami de la littérature azerbaïdjanaise         |       | 1939      |
| Maison-musée de Nariman Narimanov                      |       | 1977      |
| Parc national de Goboustan                             |       | 1996      |
| Rinay                                                  |       | 1989      |
| Maison-musée Samed Vurgun                              |       | 1975      |
| Maison-musée d'Üzeyir Hacıbəyov                        |       | 1975      |
| Maison-musée de Sattar Bahlulzade                      |       | 2014      |
| Maison-musée d'Azim Azimzade                           |       | 1968      |
| Musée du théâtre d'Etat d'Azerbaïdjan                  |       | 1934      |
| Maison-musée de Huseyn Djavid                          |       | 1981      |
| Musée de médecine d'Azerbaïdjan                        |       | 1986      |
| Musée national de la culture musicale d'Azerbaïdjan    |       | 1967      |
| Musée commémoratif du génocide                         |       | 2014      |

## Référence
- (en) Cet article est partiellement ou en totalité issu de l’article de Wikipédia en anglais intitulé « List of museums in Baku » (voir la liste des auteurs).

1. ↑  « Apartment-Museum of Abdulla Shaig: Azerbaijan National Committee of International Council of Museums (ICOM) » [archive du 19 janvier 2017], sur web.archive.org, 19 juin 2017 (consulté le 8 janvier 2019)
2. ↑  « Museum of Archeology and Ethnography: Azerbaijan National Committee of International Council of Museums (ICOM) » [archive du 12 octobre 2011], sur web.archive.org, 12 octobre 2011 (consulté le 8 janvier 2019)
3. ↑  « Azerbaijan State Museum of History of Religion: Azerbaijan National Committee of International Council of Museums (ICOM) » [archive du 20 août 2017], sur web.archive.org, 20 août 2017 (consulté le 8 janvier 2019)
4. ↑  « The Agricultural Museum - BINAGADI REGION Executive Power », sur www.binegedi-ih.gov.az (consulté le 8 janvier 2019)
5. ↑  (en) « House-museum of Jalil Mammadguluzadeh - Museums and museum houses | Catalog GoMap.Az », sur kataloq.gomap.az (consulté le 8 janvier 2019)
6. ↑  Ibrahim Zeynalov, « Breathing Life Back Into Art: The National Art Museum », Azerbaijan International, vol. 8, no 2,‎ été 2000, p. 48-50 (lire en ligne)
7. ↑  (en) « Bul-bul memorial museum - Museums and museum houses | Catalog GoMap.Az », sur kataloq.gomap.az (consulté le 8 janvier 2019)
8. ↑  Naila Valikhanli, « The National Museum of Azerbaijani History at 90 », Visions of Azerbaijan Magazine,‎ 11 février 2011 (lire en ligne, consulté le 8 janvier 2019)
9. ↑  (en) « Naturalistic museum after Hasanbay Zardabi - Museums and museum houses | Catalog GoMap.Az », sur kataloq.gomap.az (consulté le 8 janvier 2019)
10. ↑  (en) « House-museum of Mstislav and Leopold Rastrapovachs - Museums and museum houses | Catalog GoMap.Az », sur kataloq.gomap.az (consulté le 8 janvier 2019)
11. ↑  Farida Sadikhova, « Carpets Made to Last: A Walk Through Baku's National Carpet Museum », Azerbaijan International, vol. 8, no 2,‎ été 2000, p. 56 - 59 (lire en ligne)
12. ↑  Farid Alakbarov, « The Institute of Manuscripts: Early Alphabets in Azerbaijan », Azerbaijan International, vol. 8, no 1,‎ printemps 2000 (lire en ligne)
13. ↑  Ulviyya Mammadova, « Baku's Miniature Book Museum: Great Ideas in Small Packages », Azerbaijan International, vol. 11, no 2,‎ été 2003, p. 43 (lire en ligne)
14. ↑  « Məmməd Səid Ordubadinin ev muzeyinin 35 illik yubileyinə həsr edilmiş tədbir keçirilib (Fotosessiya) » BAKU-ART.az », sur az.baku-art.com, 1er novembre 2014 (consulté le 8 janvier 2019)
15. ↑  « APA - В Национальном музее азербайджанской литературы имени Низами Гянджеви состоялась встреча с руководителями СМИ Азербайджана » [archive du 13 juin 2012], sur web.archive.org,‎ 8 mai 2009 (consulté le 8 janvier 2019)
16. ↑  Pustakhanum Azizbayova, « Confessions - Nariman Narimanov: My Dear Son, Let Me Tell You What It Was Really Like », Azerbaijan International, vol. 13, no 4,‎ hiver 2005, p. 32 - 35 (lire en ligne)
17. ↑  (en-US) Sara Martínez Frías, « Cultural Landscapes: Gobustan Rock Art, Azerbaijan », sur Med-O-Med (consulté le 8 janvier 2019)
18. ↑  Laman Ismayilova, « Malacology exhibition opens in Baku [PHOTO] », Azernews,‎ 28 décembre 2017 (lire en ligne, consulté le 8 janvier 2019)
19. ↑  (ru) « Samad Vurgun house-museum - CityLife.az », sur citylife.az (consulté le 8 janvier 2019)
20. ↑  Ramazan Khalilov, « Leyli and Majnun - 90th Jubilee: The Opera that Shaped the Music of a Nation », Azerbaijan International, vol. 5, no 4,‎ hiver 1997, p. 25 (lire en ligne)
21. ↑  « Əmircan qəsəbəsində xalq rəssamı Səttar Bəhlulzadənin Ev Muzeyinin açılış mərasimi keçirilib (Fotosessiya) » BAKU-ART.az », sur az.baku-art.com, 23 mai 2014 (consulté le 8 janvier 2019)
22. ↑  (en) « House-museum of Azim Azimzadeh - Museums and museum houses | Catalog GoMap.Az », sur kataloq.gomap.az (consulté le 8 janvier 2019)
23. ↑  (en) « Azerbaijan state theatre museum after Jafar Jabbarli - Museums and museum houses | Catalog GoMap.Az », sur kataloq.gomap.az (consulté le 8 janvier 2019)
24. ↑  « HUSSEIN JAVID », sur www.huseyncavid.az (consulté le 8 janvier 2019)
25. ↑  (en) « Museum of Medicine of Azerbaijan - PHOTOS », sur Azerbaijani Vision, 17 novembre 2017 (consulté le 8 janvier 2019)
26. ↑  (en) « State Museum of Musical Culture of Azerbaijan - Google Arts & Culture », sur Google Cultural Institute (consulté le 8 janvier 2019)
27. ↑  (az) « Respublika Hərbi Prokurorluğunda Memorial Soyqırım Muzeyi açılıb », sur Trend.Az, 24 février 2014 (consulté le 27 septembre 2021).